# Możylinek trójnerwowy
Możylinek trójnerwowy (Moehringia trinervia) – gatunek rośliny należący do rodziny goździkowatych. Występuje w Europie, Małej Azji oraz w Azji na Syberii i Zakaukaziu. W Polsce jest pospolity na całym niżu.

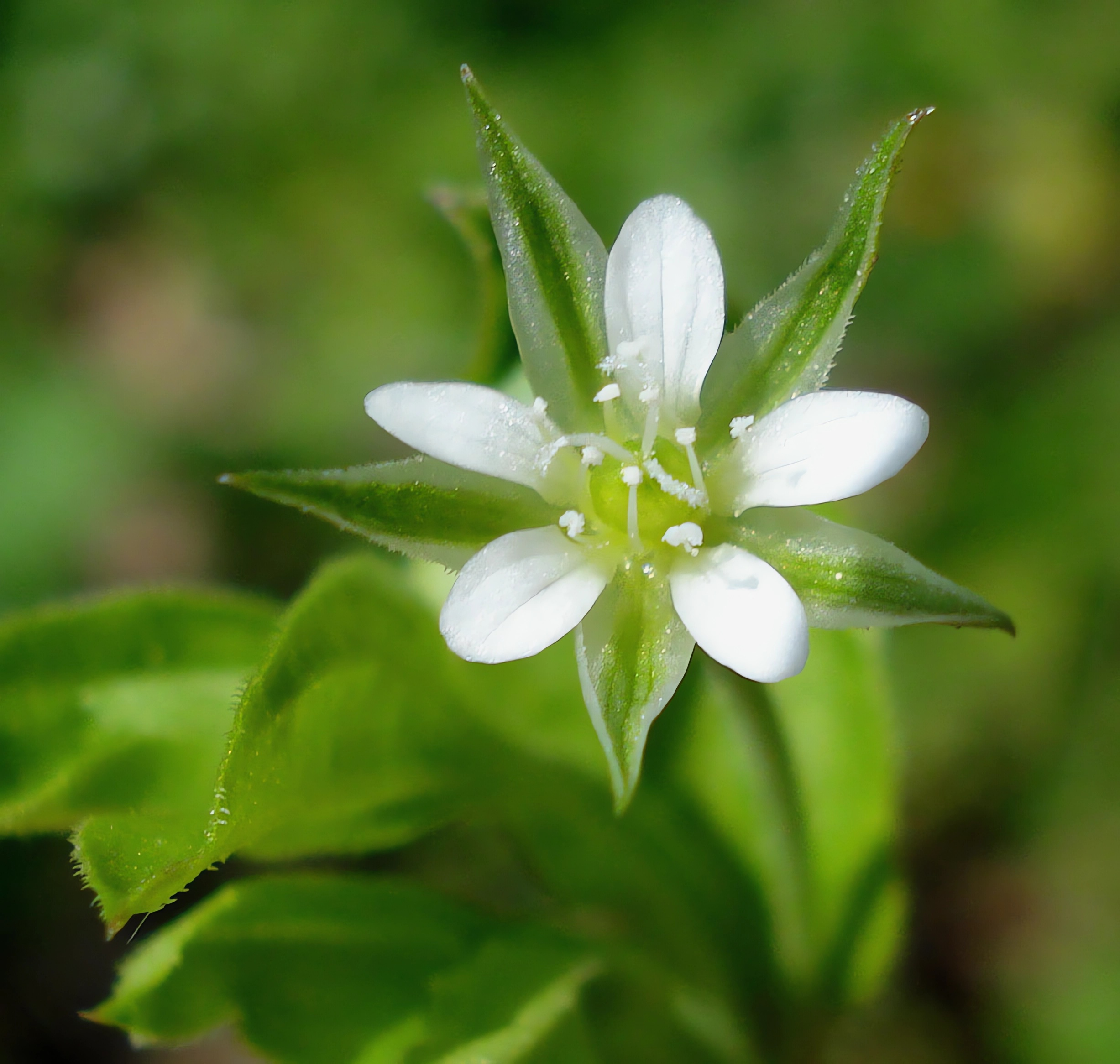
Kwiat

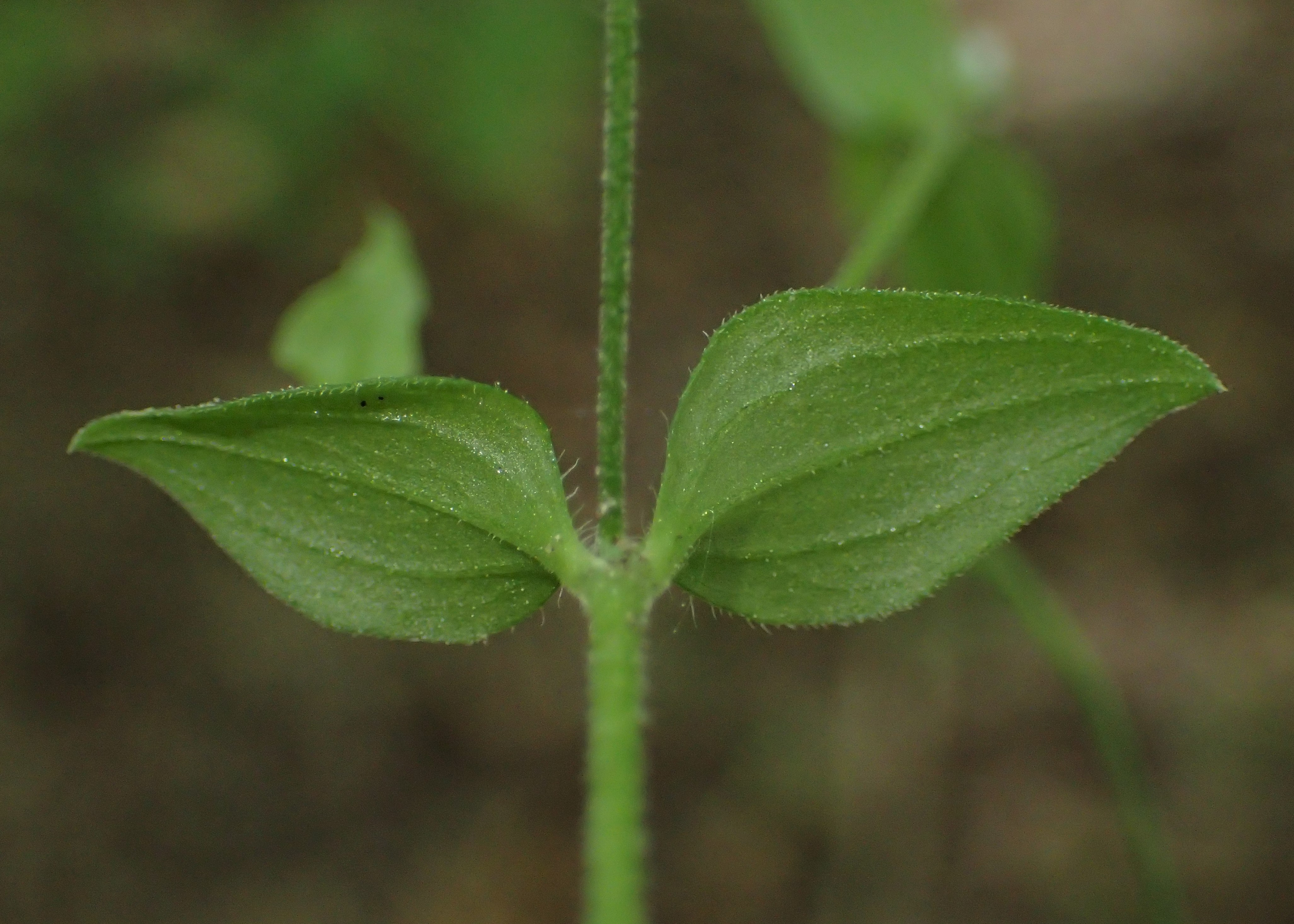
Liście

## Morfologia
ŁodygaPokładająca się lub podnosząca, rozgałęziona i krótko owłosiona. Osiąga długość do 30 cm.
LiścieJajowate, zaostrzone z orzęsionymi brzegami i bezogonkowe lub krótkoogonkowe. Blaszki mają 3 wyraźnie widoczne nerwy, stąd pochodzi gatunkowa nazwa rośliny.
KwiatyDrobne i niepozorne, zazwyczaj pojedynczo wyrastające na długich i cienkich szypułkach z kątów liści. Szypułki te przed kwitnięciem są wyprostowane, po przekwitnięciu ich wierzchołki zginają się. Kwiaty 5-krotne, o lancetowatych, zaostrzonych, obłonionych, 1 lub 3-nerwowych działkach kielicha dłuższych od białych i niepodzielonych płatków korony. W środku słupek z trzema znamionami i 10 pręcików.
OwocPękająca 6 ząbkami puszka. Nasiona błyszczące, czerwonobrunatne.
Gatunki podobneGwiazdnica pospolita - ma podwójne płatki kwiatowe i pierzastą nerwację liści.

## Biologia i ekologia
Roślina jednoroczna lub dwuletnia, hemikryptofit. Porasta cieniste zarośla i lasy, szczególnie bukowe. Występuje na próchnicznych glebach. Kwitnie od maja do czerwca, pręciki dojrzewają równocześnie ze słupkiem, roślina jest samopylna. Nasiona posiadają elajosom, dzięki czemu są rozsiewane przez mrówki.